# Bupleurum aeneum
Bupleurum aeneum är en flockblommig växtart som beskrevs av Pierre Edmond Boissier och Alfred Huet du Pavillon. Bupleurum aeneum ingår i släktet harörter, och familjen flockblommiga växter. Inga underarter finns listade i Catalogue of Life.